# Макрохори (дем Бер)
Вижте пояснителната страница за други значения на Макрохори.
Макрохори или Микрогуш (на гръцки: Μακροχώρι, катаревуса Μακροχώριον, Макрохорион, до 1940 година Μικρογούζι, Микрогузи) е голямо село в Република Гърция, дем Бер, област Централна Македония.

## География
Селото е разположено в областта Урумлък (Румлуки), на 4 km североизточно от Бер, на десния бряг на канала, образуван от сливането на Вода и Мъгленица.

## История

### В Османската империя
В XIX век Микрогуш е гръцко село в Османската империя. Александър Синве („Les Grecs de l’Empire Ottoman. Etude Statistique et Ethnographique“) в 1878 година пише, че в Микрогусион (Micro-Goussion), Берска епархия, живеят 200 гърци. Според Васил Кънчов („Македония. Етнография и статистика“) в 1900 година Микрогушь (Макросъ) е село в Берска каза и в него живеят 365 гърци християни.
По данни на секретаря на Българската екзархия Димитър Мишев („La Macédoine et sa Population Chrétienne“) в 1905 година в Микрогуш (Макрос) (Mikrogouche Makros) живеят 365 гърци. Землището на селото е 25 km2

### В Гърция
През Балканската война в 1912 година в селото влизат гръцки части и след Междусъюзническата в 1913 година Микрогуш остава в Гърция.
В „Етнография на Македония“, издадена в 1924 година, Густав Вайганд описва Микрош като гръцко село на българо-гръцката езикова граница:
| „ | Започвайки от североизток, за граница служи Вардар от неговото устие до вливането на Караасмак, след това новопостроеният, а не старият селски път почни наблизо до Верея (Бер) до селата Микрош и Туркохори, едното има смесено население от българи и гърци, след това, следвайки железопътната линия, стига до Няуста (Негуш), която въпреки че е български град, е напът да бъде гърцизирана, защото голяма част от жителите му говорят в семейството си гръцки. Селата Тарман и Ая Марина са български. Гръцките гранични села следователно са Плати, Палйохори, чиито жители са дошли от Кулакия, Гида, Ресна, Пископи (също известен брой български семейства), Кавашла, Ставрос, Микрос или Микровутци, Туркохори (българи и гърци), Яворница, Рупен, Няуста. | “ |

В 1922 година в селото са заселени гърци бежанци. В 1928 година Микрогуш е смесено местно-бежанско селище със 127 бежански семейства и 526 жители бежанци. В 1940 година името на селото е сменено на Макрохори, в превод Голямо село.
В 1978 година е основана Асоциацията на понтийците, а в 1993 година – Асоциацията на местните.
В 1949 година, на основите на храм от XIX век, е изградена църквата „Свети Йоан Предтеча“ – трикорабна базилика, разширена в 1979 година с нартекс, женска църква и камбанария. В 1960-те години южно от старата енорийска църква „Свети Георги“ е построена нова, а старата е разрушена. В нея се пазят икони от XVIII и XIX век.
| Име       | Име         | Ново име   | Ново име    | Описание                                                |
| --------- | ----------- | ---------- | ----------- | ------------------------------------------------------- |
| Орманджик | Όρμαντζίκ   | Дасилион   | Δασύλλιον   | местност на СИ от Макрохори, по левия бряг на Мъгленица |
| Фундукли  | Φουντοκλίκι | Лептокария | ΛεπτοΙκαρυά | местност на С от Макрохори и на З от Брайнат            |

| Година    | 1913 | 1920 | 1928 | 1940 | 1951 | 1961 | 1971 | 1981 | 1991 | 2001 | 2011 | 2021 |
| --------- | ---- | ---- | ---- | ---- | ---- | ---- | ---- | ---- | ---- | ---- | ---- | ---- |
| Население | 626  | 708  | 1154 | 1989 | 2359 | 3026 | 3048 | 3950 | 4338 | 4788 | 5189 | 4870 |

## Личности
Родени в Макрохори
- Григориос Папаконстантину (Γρηγόριος Παπακωνσταντίνου), гръцки андартски деец от ІІІ ред[12]